# Nikomachos (Staatsschreiber)
Nikomachos (altgriechisch Νικόμαχος) war der Sohn eines Sklaven, der im klassischen Athen gegen Ende des Peloponnesischen Krieges (431 – 404 v. Chr.) vom einfachen Textkopisten zum Staatsschreiber und Athener Bürger aufgestiegen war und durch seine Gesetzesverfälschungen in einer politisch heiklen Phase indirekt großen Einfluss gewann. Er wurde nach dem Ende der Herrschaft der Dreißig Tyrannen, die er aktiv unterstützt hatte, vor Gericht gestellt und (wahrscheinlich) 399 v. Chr. hingerichtet.
Ursprünglich war Nikomachos nach der Schilderung des berühmten Rhetors Lysias in seiner Rede „Gegen Nikomachos“ damit beauftragt worden, die Gesetze des Solon in vier Monaten abzuschreiben. Er verstand es jedoch, unter Angabe verschiedener Vorwände diese Tätigkeit auf insgesamt sechs Jahre auszudehnen, wobei er eine tägliche Bezahlung erhielt. Da er außerdem bereit war, gegen Bestechung Gesetzestexte zu manipulieren, scheint er sich vor allem der oligarchischen Partei in Athen bald unentbehrlich gemacht zu haben, die hier ein Mittel erkannte, um politische Gegner aus dem Wege zu räumen. Durch seine Gesetzesverfälschungen hat Nikomachos den oligarchischen Umsturz von 404 v. Chr. begünstigt, da durch sie bestimmte politische Prozesse möglich wurden, die sich vor allem gegen demokratische Politiker richteten.
Wie Lysias beschreibt, hatten die oligarchischen Politiker Chremon und Satyros in der Volksversammlung großen Einfluss. Mit Hilfe der Gesetzesverfälschungen, die der von ihnen gekaufte Nikomachos produzierte, erreichten sie, dass diese Versammlung auch Entscheidungen in Gerichtsangelegenheiten treffen durfte. So gelang es ihnen, nicht nur den demokratischen Politiker Kleophon, der wegen seines beharrlichen Widerstandes gegen einen Frieden mit Sparta bei den athenischen Oligarchen verhasst war, verurteilen und hinrichten zu lassen, sondern auch viele angesehene Bürger, die dem oligarchischen System im Weg standen. (Lysias erwähnt insbesondere Strombichides und Kalliades).
Durch die Gesetzesverfälschungen kam es zu Situationen, in denen sich gegnerische Parteien auf unterschiedlich lautende Gesetzestexte beriefen, die sie aber gleichwohl alle von Nikomachos erhalten hatten. Durch seine Manipulationen wurde Nikomachos in einer heiklen Phase der politischen Entwicklung in Athen zu einem indirekten Gesetzgeber. Sein Treiben konnte offenbar nur schwer gestoppt werden, denn Lysias berichtet, dass er auch nach Verhängung einer Geldstrafe durch das Stadtoberhaupt (Archon) die Gesetzestexte nicht aushändigte und dadurch die Stadt in große Schwierigkeiten brachte. Er verstand geschickt, eine Rechenschaftslegung zu vermeiden und konnte erst durch die Amtsenthebung dazu genötigt werden. Dieses Verhalten des Nikomachos als einer untergeordneten Person ist nur vorstellbar, wenn er auch politische Rückendeckung (z. B. von denjenigen Politikern, die von seinen Gesetzesverfälschungen profitierten) gehabt hat.
Trotz seiner guten Verbindungen zur oligarchischen Partei scheint Nikomachos während der kurzlebigen Herrschaft der Dreißig aufgrund einer Verbannung (so behauptete er jedenfalls hinterher selbst) einige Zeit im Ausland gewesen zu sein. Nach dem Zusammenbruch der Tyrannis 403 v. Chr. kehrte er dann zunächst in sein Amt zurück und hat noch längere Zeit seine frühere Tätigkeit wieder ausgeübt, bis er seines Amts enthoben und (wahrscheinlich) 399 v. Chr. vor Gericht gestellt wurde. Wahrscheinlich hatte die Klage gegen ihn Erfolg und er wurde zum Tode verurteilt.